# Piero Zuffi

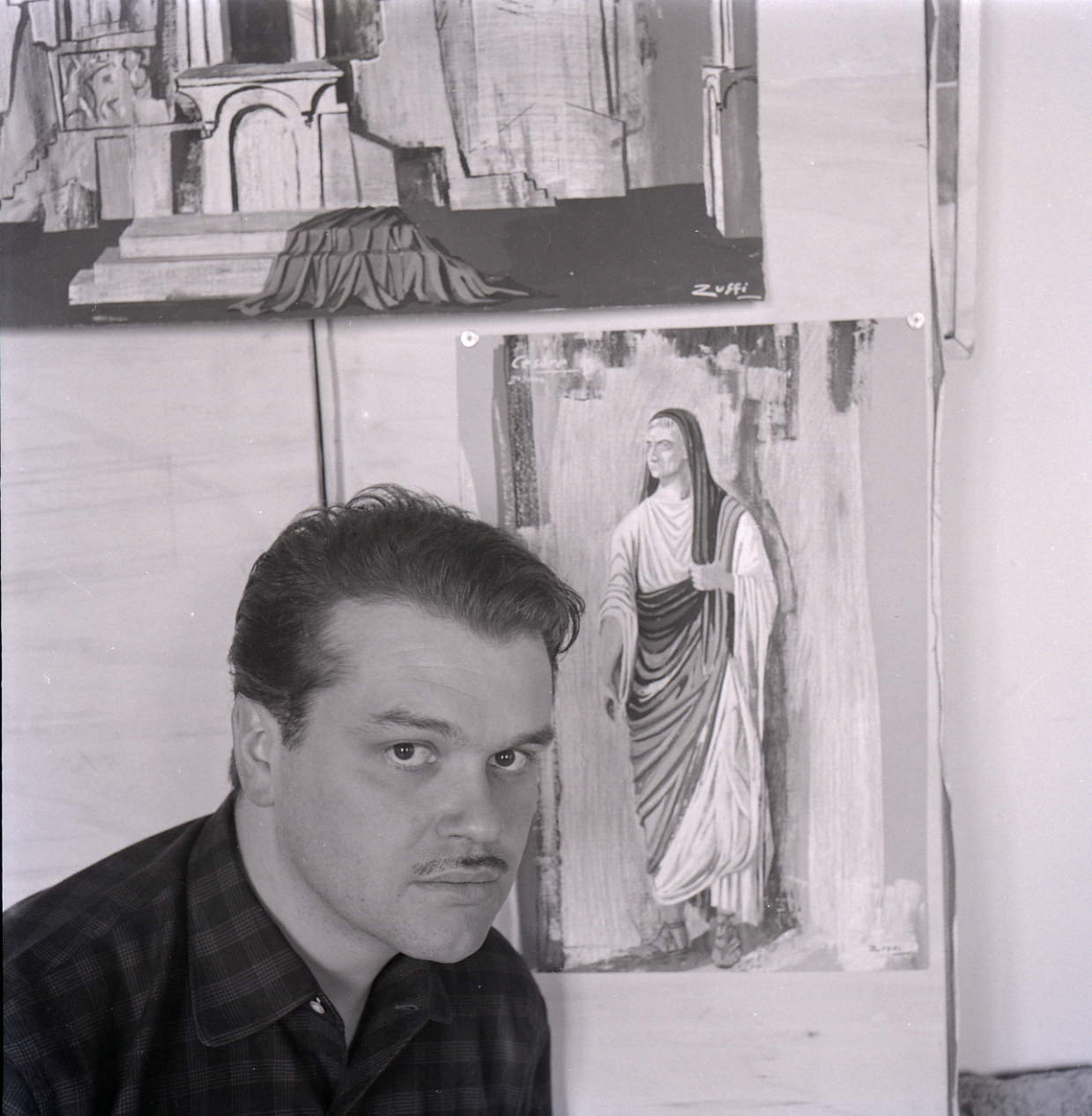
Chân dung của Piero Zuffi (ảnh chụp bởi Paolo Monti)

Piero Zuffi (28 tháng 4 năm 1919 – 2006) là nhà thiết kế bối cảnh và họa sĩ người Ý.
Ông sinh ra tại Imola, tỉnh Bologna của Ý. Ông bắt đầu công việc họa sĩ tại Mỹ Latinh. Sau một vài năm định cư ở Paris, năm 1952, ông chuyển đến Milano, bắt đầu công việc thiết kế bối cảnh, và cộng tác với Piccolo Teatro. Năm 1954, ông đảm nhiệm việc thực hiện bối cảnh và trang phục cho một buổi công diễn vở opera Alceste của Christoph Willibald Gluck, có sự tham gia của Maria Callas. Ngoài ra ông còn tham gia vào lĩnh vực điện ảnh. Ông đã viết kịch bản và đạo diễn bộ phim tội phạm The Syndicate: A Death in the Family vào năm 1970.